# スクリプトキディ
スクリプトキディ (Script kiddie) とは、他人の製作したプログラムまたはスクリプトを悪用し、興味本位で第三者に被害を与えるクラッカーの俗称である。

## 概要
1990年代後半からインターネットの普及に伴い、ネット上のアンダーグラウンドサイトにおいて流付されたさまざまなクラッキングツールウェアを用い、興味本位で第三者のコンピュータシステムにダメージを与える行為が頻発した。こうした行為に出る者は、本職のクラッカーから「（他人の作った）スクリプトを使うしか能の無いお子様」という意味で、スクリプトキディと呼ばれた。また、「スクリプト」 script には「台本」という意味もあるため、「他人の書いた台本に沿ってしか行動できない奴」という意味も持つ。なお、ここでいう「お子様」 (kiddie) とは一般的な「子供」の意味にとどまらず、「程度の低い人物」全般を指す俗語である。
狭義においては、他者の製作したクラッキングツールウェアを使用する者を指すが、広義には「一般に広く知られているセキュリティホールの悪用」も含まれる。これらはその攻撃手法までも含めて他の受け売りに過ぎない自称ハッカーなども含まれるとされ、これらでは公開されている情報をもとに簡単な攻撃プログラムを書いたり、または既存の脆弱性検査ツール・プログラムソースを参考に攻撃プログラムを作成したりし、これを利用する行為も含まれる。
ハッカーらは、興味本位やセキュリティ上の問題点を評価する上で、正しく使えば脆弱性検査ツールにもなりうるクラッキングツールウェアを作ることはあるが、事故を除けば他に損害を与える目的で利用するケースは少ないのに対し、スクリプトキディはツールを使うことに目的があるため、実際に使用・被害を出してしまうとされる。

### 実態像と周囲の対応
これらスクリプトキディは、クラッカーに憧れるティーンエイジャーが（アンチヒーローとしての）クラッカーごっこに興じて起こした事件である場合が多く、2000年以降の米国では多数の未成年逮捕者を出している。その一方、これらのスクリプトキディの多くは若年層でもあることから、工学的な興味を健全に発展させて社会的に貢献できる優れたコンピュータ技術者に成長することを期待する人も多い。
世界的に大規模な感染被害を巻き起こしたコンピュータウイルスの「Netsky」と「Sasser」作者として逮捕された少年が、ドイツのコンピュータセキュリティ企業のSecurepoint社に雇用されるという話が報じられている。同事件の被害は甚大なものであったが、同社はこの少年が反省しており、プログラマー見習いとして採用され、セキュリティ方面に正しい関心の向け方をするようになることを期待しての雇用だと説明している。
ただ、大抵のセキュリティ関連企業では、過去に重大な被害を出した人間を忌避しており、これを好んで雇用するところはまれといえる。
なお、ウイルス対策ソフトウェア企業のSophos社Graham Cluleyは、少年にはセキュリティ方面ではなく、ウェブデザイナーやゲームプログラマーとして力をつける事を期待しているという。
また、その存在を社会的問題と捉え、コンピュータネットワークにおけるセキュリティ上の脅威と考える向きは、一つの社会現象として公式なセキュリティ用語として用いることも提唱されており、有名なツールによる顕著な攻撃パターンを検出する侵入検知システムの開発などといった実質的な部分での対策も進められている。

### 類型
- 厨房 (ネット用語) - 日本のネットコミュニティでは、しばしば両者は区別されない。同種傾向が見られるためである。
- ネトラン - この雑誌は技術解説より実践方法を、倫理よりも享楽追求を取り上げることが多く、ツールソフトウェア汎用による迷惑行為におよぶなどの問題もあり、同誌読者層を「ネトラン厨」と呼ぶなど、特定のインターネットコミュニティ上では反発も見られる。

### 関係するソフトウェア
- スパイウェア
- バックドア
- マルウェア